# Reprezentacja Albanii w piłce wodnej kobiet
Reprezentacja Albanii w piłce wodnej kobiet – zespół, biorący udział w imieniu Albanii w meczach i sportowych imprezach międzynarodowych w piłce wodnej, powoływany przez selekcjonera, w którym mogą występować wyłącznie zawodnicy posiadający obywatelstwo albańskie. Za jej funkcjonowanie odpowiedzialny jest Albański Związek Pływacki (FSHN), który jest członkiem Międzynarodowej Federacji Pływackiej.